# ガンダムネットワークオペレーション2
『ガンダムネットワークオペレーション2』は、バンダイが発売したアニメ『機動戦士ガンダム』の一年戦争を舞台にしたWindows専用のネットワーク型ウォー・シミュレーションゲーム。開発はヴァンガード、開発協力はNTTデータ。『ガンダムネットワークオペレーション』の後継ソフトにあたる。略称はGNO2。

## 概要
1つのサーバの中では、現実時間の約90日を1クールとして一年戦争が進行する。ユーザー達は地球連邦軍とジオン公国軍の2勢力に分かれて、各軍の独立部隊指揮官として参加、その約90日間に一年戦争を体験する。2004年9月1日よりサービス開始。
最大の特徴は、ユーザーがネットワークに接続していない状態でもサーバ内ではゲームが進行する。ユーザーの部下のプレイヤーキャラクターも作戦指示を出しておけば自動的に戦闘に参加するので、時間の無い人でもプレイできる点である。
2007年8月21日より、それまでパッケージ販売していたクライアントソフトが有償ダウンロード（\2,100）できるようになり、数か月前まで入手困難でネットオークションでプレミアムが付いていたパッケージの同等品を、簡単に入手できるようになった。
後継である『ガンダムネットワークオペレーション3』が2010年3月1日よりサービス開始。本作も並行して運営がされていたが、2014年1月12日に両方同時にサービス終了した。

## 前作との相違点
前作ではMSの兵装を途中で変更する事が出来なかったが、本作では状況・作戦・パイロットの特性に応じての兵装の変更が可能になった。

## ゲームの進行
まずユーザーは参加するサーバを選び、連邦かジオンのどちらに所属するかを決める。そしてユーザーのゲーム内の分身である指揮官キャラクターを設定する。その後、ユーザーの搭乗する旗艦のほか、その時点での一年戦争の経過状況に応じたレベルの5名の部下のパイロット、数機のモビルスーツなどのユニットが与えられる。これは、戦争が進行するにつれて技術力が上がるので、より高性能な兵器が開発されるためである。
階級は「少尉」→「中尉」→「大尉」→「少佐」→「中佐」→「大佐」→・・・と続き、昇進は任務で得られる「戦功」値による。
ユーザーは戦闘や各種の任務をこなし、戦功ポイント、経験値、補給値、貢献値などを獲得していくことにより、徐々に自己の部隊を強化していく。指揮官キャラはそのレベルおよび獲得した戦功に応じて、階級が上がっていく。階級が上がるにつれて、一度に多数・または強いユニットの出撃が可能になるなどのメリットがある。
こうして約90日間の攻防の末に、両軍の状況に応じた一年戦争の結末を迎える。次クールに引き継ぐことができる物は、指揮官キャラの他にその階級や部下、戦功値のみ。

## ゲーム内容
仕様上仕方ないとは言え、序盤戦からすでに総力戦状態となっており、仮に1時間に10戦（最大12戦）・敵部隊5機編成・1クール90日間をフルに使用した場合、1プレイヤー部隊あたりの撃墜数は10万機を超える。野戦と呼ばれる顔の無いいわゆる一般兵士でさえガンダムやモビルアーマーを乗り回し、かつ頻繁に登場し、またPC側も購入できるので、事実上ガンダムやジオングが量産状態となっている。

## キャラクター
大きく分けて、指揮官・部下の2種類に分けられる。
- 指揮官：ゲーム内でのユーザーの分身ともいえるキャラクターで、名前の変更はできない。顔は1クールにつき1回変更できる。
- 部下：部隊を編成する為のパイロット。5人設定できるので、特性をそれぞれ変えて育成することができ、名前・顔は1クールにつき1回変更できる。

基本能力
- 攻撃：攻撃が命中しやすくなる
- 防御：敵の攻撃を回避しやすくなる
- 反応：攻撃の命中率・回避率どちらにも影響し、戦闘時に行動の順番が早く回ってきやすくなる

スキル能力（隊長専用）
- 搭載解除：一機制限機及び限定生産機の搭載制限を緩和する
- 指揮能力：部隊長の周辺にいる味方機体の命中率・回避率を有利にする
- 格闘専門化：部隊長の回避率を上昇し、格闘武器での攻撃時の命中率を有利にする
- 射撃専門化：部隊長の回避率を上昇し、射撃武器での攻撃時の命中率を有利にする
- 部隊戦術：部隊に指示する遅延指示、方向指示、攻防変化のうち、取得したスキルの種類分を同時に使うことができる

スキル能力（抜粋）
- 個人戦術：部隊長及びパイロット個人への行動指示の数を増やす
- 一機制限習熟：一機制限機に乗せた場合の命中率と回避率を上げる
- 先制：反応の数値を上げるよりも高い効果で戦闘時に行動の順番が早く回ってきやすくなる

## 部隊の編制
プレイヤーはゲームのルールの範囲内で、自部隊で出撃する機体を自由に編制し、それぞれに搭乗するパイロットを選択することができる。

### 用語
搭載値
出撃する部隊を編制する際、「プレイヤーのレベル」と「階級」、およびそのクール内に取得した勲章の数により、出撃可能な搭載値の合計が決定される。プレイヤーは部隊を編制する際に、各機体の搭載値の合計が、その時点で出撃可能な搭載値以下になるようにする必要がある。搭載値の合計が上回る場合は編制をセットすることができない。
一般に高性能な機体ほど搭載値は高い傾向にある。
修理コスト
プレイヤー部隊の戦闘が発生する間隔は「基本値＋現在の編制の修理コストの合計」で決定される。すなわち、修理コストの合計が高い編制の場合、戦闘が発生する間隔が長くなり、その分こなせる戦闘回数が減る傾向にある。
技術レベル
ゲームの進行にあわせて「技術レベル」が上昇していく。ゲーム内に登場する機体は規定の技術レベルになるまでは補給することができない。但し、ユーザーが行う投票によって選択された機体が補給可能になる技術レベルが1レベル前倒しされたり、競合任務の進行状況によっては1段階遅れることがある。

### 機体の入手
プレイヤーは、自分が所持する補給値や貢献値を消費することで任意に機体を補給することができる。また、ランキング上位に入った場合の褒賞や、特殊任務の褒賞として機体を入手することもある。ただし、所有できる機体数はプレイヤーの階級ごとに上限があり、上限を超える場合は機体を補給することはできない。
また、プレイヤー間で機体の売買が行われることもある。ただし、貢献値を消費して入手した機体（カスタム機）はトレードすることができない。
所持している機体のうち、初期状態で支給されている機体と貢献値を消費して入手したカスタム機以外は、「返却」することで若干の補給値を得ることができる。

### 機体の分類
機体は「量産機」「限定生産機」「一機制限機」「カスタム機」「専用機」に区別される。
量産機
修理コストが低いが、一般的に同じ搭載値の限定生産機に比べると性能で劣る。量産機のみ、隊長機に改造することができる。
限定生産機
初期状態（隊長がスキル「搭載解除」を取得していない状態）では、2機まで編制に組み込むことができる。限定生産機は機体が補給可能になる技術レベルより1つあとの技術レベルに達すると、機体名に☆☆がついた機体が補給可能となる。☆☆のついた機体は戦闘での性能は標準のものと同じだが、修理コストが軽減されている。そのかわり補給するのに必要な補給ポイントが高い。
限定生産機は「一定数・一定期間しか補給できない、生産数が限定されている」というわけではない。
一機制限機
初期状態では、出撃させる編制に「一機制限機」は1機しか組み込めないが、強力な機体である。地球連邦軍ではガンダム系MS、ジオン公国軍では大型MAなどが該当する。
カスタム機
原作に搭乗するパイロットが使用していたものと同等のカスタマイズが施されている機体である。一部の特殊任務および貢献値を消費することにより入手可能。「機体名/パイロットのイニシャル」という形で表現される。
ベースとなる機体の性能を上げただけのものから、機体の色・グラフィックがベースとなる機体と異なるものや、性能・武装が大幅に異なるものまで各種ある。
専用機
量産機および限定生産機を、プレイヤー部隊のパイロット向けにカスタマイズした機体。パイロットの階級に応じて、1クールの間に一定回数補給することができる。元の機体よりも搭載値が1高い。専用機を補給する際は「どのパイロット専用にするか」を選択する必要があり、選択したパイロット以外のパイロットを搭乗させることはできない。

### 機体のカスタマイズ
カスタマイズには補給ポイントを消費する。ただし、各パイロットの専用機はポイントを消費しない。
- 機体塗装の変更
- 性能調整[注 13]
  - 回避↑ HP↓
  - 回避↑ 装甲↓
  - 移動↑ HP↓
  - 移動↑ 装甲↓
  - HP↑ 回避↓
  - HP↑ 移動↓
  - 装甲↑ 回避↓
  - 装甲↑ 移動↓
- 他の機体に搭乗させる
  - ドダイYS搭乗[注 14]
  - Gファイター搭乗[注 15]
- 追加装備
  - フルアーマー化[注 16]
  - 重装FA化[注 17]
- 隊長機改造[注 18]
  - ジオン：搭載値が1つ減少
  - 連邦：武器の威力増加・HP増加

隊長機に改造すると、機体名の最後に「★」がつき、その機体は隊長しか使用できなくなる。他の改造と違い、この改造は「元に戻す」ことができない。隊長機に改造できる回数は戦功200ごとに1回ずつ増える。改造回数は次クールに持ち越される。

## 戦闘
野戦（自然発生する戦闘）
プレイヤーの1部隊のみで行われる。ターン制だが、1つのターンで敵・味方の区別なく、基本的に先制の高いユニットから行動できる。全12ターン。
上述のようにユニットはユーザーの出したおおまかな作戦指示により自動的に行動し、細かい行動の指示を出すことはできない。ユニットを全て破壊すると勝利となる。12ターン以内に決着が付かないと、階級等の判定により勝負が決まる。また、敵陣営のプレイヤーとの直接対決も行われる場合がある（発生条件などは不明）。
任務
プレイヤーが能動的に選択して参加する戦闘。「一部隊任務」以外は必ず3部隊で行われる。野戦と同じく全12ターンで行われる戦闘が基本となる。
- 3回以上行って勝敗を決める「通常」
- 15回以上行って勝敗を決める「中期」
- 60回以上行って勝敗を決める「長期」
- 1回の戦闘であるが、さまざまな勝利時特典・勝敗条件が存在する「特殊任務」
- 1回の戦闘を一部隊のみで行う「一部隊任務」

特殊任務、一部隊任務の内容は任務の取得時にランダムで決定される。1クールあたり1プレイヤーが一度しか引けない特殊任務も存在する。特殊任務の中には、一定期間の間しか取得できないかわりに、連邦とジオンそれぞれの成功した回数に応じてストーリーが変化する「競合任務」が存在する。例えば、「ホワイトベース支援任務」（連邦側任務）／「木馬偵察任務」（ジオン側任務）で連邦が勝利した場合はガルマ・ザビが戦死するが、ジオンが勝利した場合は負傷のみに終わる。このように、競合任務の結果によっては原作と違ったストーリー展開となる。
すべての任務は「S（長期除く）」「A」「B」「C」の難度、地形（地球上であれば「地上」「水辺」、宇宙であれば「宇宙」「重力圏」）の任務地形も選択する。
戦場はヘクスで覆われたマップが舞台となる。大きく分けて宇宙空間と地上の2種類があり、地上はさらに平地や水中など数種類に分かれている。ユニットによってはマップによる有利･不利があり、そもそも参戦不可能になることもある。

## ランキング
以上のような野戦・任務戦闘をこなすことで、プレイヤーは「VP、MP、作戦ポイント、補給」を取得できる。このポイントを作戦ごとに集計するランキングが本ゲームの楽しみの一つとなっている。
- 野戦にて強い部隊に対し被弾せず勝ち抜く事でVPポイントを取得し、高い順位を狙う個人VPランキング。
- 任務成功時に取得できるMPを積み重ね、高い順位を狙う個人MPランキング。
- チーム内VP上位3人の合計値を争うチーム対抗戦TVPランキング
- チーム内で稼いだMPの合計値を争うチーム対抗戦TMPランキング
- チーム内で稼いだ作戦ポイントの合計値を争うチーム対抗戦TOPランキング

なお、個人ランキングは上位のプレイヤー当人に対し戦功と補給が直接与えられ、チームランキングは上位チーム隊長に対して順位相当のMSが支給される仕組みとなっている。

## ゲーム上のバグ
サービス開始当初より、ログ画面にて「I」「II」等のギリシャ文字のフォントが表示されないという初歩的な不具合を抱えている。
- 例：任務成功時に「リック・ドムII」を取得するも、ログ画面では「リック・ドム」と表示されてしまう。しかし、編成画面では「リック・ドムII」と表示されており、ログ画面のみの不具合であることが確認できる[注 21]。

## 登場モビルスーツ・兵器

### 地球連邦軍
地球連邦軍ではクール中盤に「RX-78強化計画」という投票が行われ、局地戦用機開発計画とFSWS計画のどちらかが選択される。この結果によって後半入手可能なMSの一部が変化する。 
兵器
- 量産機
  - 61式戦車
  - トリアーエズ
  - セイバーフィッシュ
  - フライ・マンタ
  - パブリク突撃艇
  - ボール
  - デプ・ロッグ
  - 先行量産型ボール

- 限定生産機
  - コア・ブースター
  - コア・ブースターII INT
  - Gファイター

モビルスーツ
- 量産機
  - 量産型ガンタンク
  - ジム
  - ジムキャノン
  - ジム陸戦用
  - ジム・ライトアーマー
  - アクアジム
  - ジム寒冷地仕様
  - ガンタンクII
  - 装甲強化型ジム
  - ジムSC
  - デザートジム
  - ジム・ストライカー
  - ジムコマンド地上用
  - ジムコマンド宇宙用
  - ジム改
  - ガンキャノン量産型
  - ジムカスタム
  - ジムキャノンII
  - RX-81ライトアーマー
  - RX-81スタンダード
  - ジムII

- 限定生産機
  - ザニー
  - ジム指揮官用
  - 先行量産型ジム地上用
  - 先行量産型ジム宇宙用
  - ガンタンク
  - 陸戦型ガンダム
  - ジム・ストライカー指揮官用
  - ガンキャノン重装型
  - ブルーディスティニーI
  - ジムスナイパーII
  - ガンキャノン
  - ガンキャノン（SML仕様）
  - ガンキャノンII
  - ガンダイバー
  - ガンダムEz8
  - パワード・ジム
  - ジム・クゥエル
  - ブルーディスティニーIII

- 一機制限機
  - ガンダム・ピクシー
  - ガンダム7号機
  - ガンダム
  - G-3ガンダム
  - 重装FAガンダム
  - GP03S
  - FAガンダム3号機
  - GP01
  - GP01-Fb
  - ガンダムNT-1
  - GP02A（MLRS仕様）
  - GP02A（ビーム・バズーカ仕様）
  - ガンダムNT-1FA

モビルスーツ（「RX-78強化計画」にて「局地戦用機開発計画」が採用）
- 一機制限機
  - ガンダム4号機
  - ガンダム5号機
  - ガンダム6号機

モビルスーツ（「RX-78強化計画」にて「FSWS計画」が採用）
- 一機制限機
  - FAガンダム
  - ヘビーガンダム
  - 高機動型ガンダム

### ジオン公国軍
ジオン公国軍ではクール中盤に「次期主力MS開発計画」という投票が行われ、ゲルググとギャンのどちらかが選択される。この結果によって後半入手可能なMSの一部が変化する。
兵器
- 量産機
  - マゼラアタック
  - ドップ
  - ガトル

モビルスーツ
- 量産機
  - ザクI
  - ザクタンク
  - 水中用ザク
  - ザクII陸戦型
  - ザクIIF型
  - 高機動型ザクII
  - ザクII陸戦型（寒冷地仕様）
  - ザク・デザートタイプ
  - アッガイ
  - ヅダ
  - ザクII（スキウレ）
  - ザクキャノン
  - グフ
  - 高機動型ザクII改良型
  - ドラッツェ
  - ズゴック
  - ザクII後期型
  - ゴッグ
  - リック・ドム
  - ハイゴッグ
  - ドム
  - ギガン
  - ガッシャ
  - ドム・トローペン
  - ザクII改
  - リック・ドムII
  - ドワッジ
  - ドムキャノン（単砲型）
  - ドムキャノン（複砲型）
  - ペズン・ドワッジ
  - ガルバルディα

- 限定生産機
  - ザクIIC型
  - ザクIIS型
  - ザクI・スナイパータイプ
  - ザクキャノン（ラビット）
  - グフ重装型
  - アッグガイ
  - 高機動試験型ザクII
  - プロトタイプ・グフ
  - グフ飛行試験型
  - プロトタイプ・ゴッグ
  - ドム・トロピカル
  - ゾゴック
  - ジュアッグ
  - グフ・フライトタイプ
  - 高機動型ザクII後期型
  - プロトタイプ・ドム
  - サイコミュ試験用ザク
  - イフリート
  - アッグ
  - ズゴックE
  - グフ・カスタム
  - イフリート改
  - ギャン初期生産型
  - ゲルググ初期生産型
  - アクト・ザク
  - ドワッジ改
  - サイコミュ高機動試験型
  - ケンプファー

- 一機制限機
  - ゾック
  - ザメル
  - ガーベラ・テトラ

モビルタンク
- 一機制限機
  - ヒルドルブ

モビルアーマー
- 一機制限機
  - ビグロ
  - ザクレロ
  - ブラウ・ブロ
  - エルメス
  - ヴァル・ヴァロ
  - ジオング
  - 高機動型ジオング
  - パーフェクト・ジオング

モビルスーツ（次期主力ＭＳ開発計画がゲルググ）
- 量産機
  - ゲルググ
  - リゲルグ
  - ゲルググM
  - ゲルググ高機動型

- 限定生産機
  - ゲルググM・S型
  - ゲルググキャノン
  - ゲルググJG
  - ゲルググEXAM搭載型

モビルスーツ（次期主力MS開発計画がギャン）
- 量産機
  - ギャン
  - ギャンキャノン
  - ギャン高機動型
  - ギャンM

- 限定生産機
  - ギャンM・S型
  - ギャンEXAM搭載型
  - ギャンK

## 特殊用語
誤爆
ゲームでは目的・相手別にチャットでコミュニケーションをとることができるが、その時に意図した相手や場所以外に発言すること、チャットの種別を間違って発言したことを指す。また、この「誤爆」を行ったプレーヤーに対する励ましの言葉で（ ￣つ￣）ﾉ ｺﾞﾊﾞｯﾁｺﾞｰなるものも存在する。